# Rupert and the Frog Song
Rupert and the Frog Song är en animerad film från 1985, baserad på den brittiska seriefiguren Rupert Bear (på svenska Olle Brum), skriven och producerad av Paul McCartney och regisserad av Geoff Dunbar. Skapandet av filmen pågick mellan 1981 och 1983. Filmen släpptes som ett komplement till McCartneys film Give My Regards to Broad Street. Sången "We All Stand Together" från filmens soundtrack nådde nummer 3 på singellistan I Storbritannien. Den släpptes 2004 som en del av Paul McCartney: Music & Animation.

## Handling
Rupert Bear bestämmer sig för att ta en promenad i kullarna. Med sin mors välsignelse ger han sig av på en trevlig resa, där han stöter på hans vänner Edward Elephant och Bill Badger på vägen, som går med honom. När Rupert når en kulle sträcker han sig upp mot ett ekträds stam och njuter av landsbygdens ära. Plötsligt finner han sig omslagen av ett regnbågsmoln av fjärilar som tidigare förlorat sig som löv på ekträet, och alla svärmar sig från det lövfria trädet mot en stenig skog. Rupert kan inte motstå att följa med dem. När han går därifrån bestämmer sig en stor vit uggla och två svarta katter att följa med honom.
På klipporna finner Rupert ett stort antal mångfärgade grodor. Han går in i en grotta bakom ett vattenfall och ser tre tecken: "Endast grodor bortom den här punkten", "Allt utom grodor måste hållas på led" och "Grodvakter i arbete". Han smyger in i slottet och försöker undvika att fångas av grodvakterna. Där bevittnar han grodsången, en händelse som bara inträffar en gång på några hundra år där olika grodor av alla former och storlekar samlas och sjunger "We All Stand Together". Runt slutet reser sig grodkungen och drottningen ur vattnet innan grodmassan avslutar låten. Efter stora applåder från grodorna går ugglan, som följde med Rupert för att får reda på var grodorna gömde sig, till attack mot kungaparet, men Rupert lyckas varna grodorna i tid och alla återvänder snabbt och lämnar ugglan och katterna tomhänta i palatset. Efter att ha hört sin mamma ropa, rusar Rupert hem för att berätta för familjen om vad han sett.

## Roller
- Paul McCartney (röst) – Rupert, Bill, Grodpojken
- June Whitfield (röst) – Ruperts mor
- Windsor Davies (röst) – Ruperts far, Edward, Grodpappan

## Filmsläpp
McCartney hade planerat att göra en film om Rupert ända sedan början på 1970-talet, då hans bolag McCartney Productions Ltd. erhöll rättigheterna till filmen dagen efter Beatles gick isär. Vid en tidpunkt var låten "Little Lamb Dragonfly," som spelades in 1971 och släpptes på albumet Red Rose Speedway avsedd för filmen.
Videofilmen släpptes samtidigt som singeln "We All Stand Together" och blev den bäst säljande videofilmen under 1985, och blev även nominerad för 'Best Music Video – Short Form' på Grammygalan 1986. Videon innehöll även ytterligare två kortfilmer med musik av Linda McCartney: "Seaside Woman" (krediterad till Suzy and the Red Stripes) och, "The Oriental Nightfish".
I september 2004 släpptes filmen på DVD under titeln Tales of Wonder Music and Animation Classics (även kallad Paul McCartney – Music & Animation Collection), för att markera filmens 20-årsjubileum, tillsammans med två andra kortfilmer regisserade av Geoff Dunbar, Tropic Island Hum och Tuesday. Denna version innehåller en alternativ öppningsscen, som börjar i ett gammalt sovrum, fyllt av merchandise från huvudfiguren. Paul McCartney öppnar en stor kista och letar genom dammiga gamla böcker till han hittar en gammal bok om Rupert. Han har ur den från kistan, blåser bort dammet på den, varav glittrande damm flyger iväg från boken. McCartney öppnar boken för att avslöja adressen till sitt barndomshem, en möjlig referens till filmens VHS-omslag. Sidan i boken blir sedan filmens intro. Denna öppningsscen hade tidigare använts som öppningsscen i musikvideon för sången "We All Stand Together".

## Priser och nomineringar
Under 1984 då filmen släpptes, vann den en BAFTA-utmärkelse för Bästa Animerade Kortfilm.